# Koberno (przystanek kolejowy)
Koberno (niem. Kawarn) – przystanek kolei wąskotorowej w Kobernie, w kraju morawsko-śląskim, w Czechach. Znajduje się na wysokości 245 m n.p.m. i leży na wąskotorowej linii kolejowej nr 298. Powstał wraz z otwarciem linii w 1898 roku.